# تاکوما نیشیمورا
تاکوما نیشیمورا (انگلیسی: Takuma Nishimura; ۱۲ سپتامبر ۱۸۸۹ – ۱۱ ژوئن ۱۹۵۱) فرد نظامی اهل ژاپن بود.